# DR-Baureihe 252
Die Baureihe 252 (ab 1992 156) war die letzte Neuentwicklung einer Elektrolokomotive der Deutschen Reichsbahn. Sie war als Ergänzung zur Baureihe 250 vorgesehen, in weiteren Bauserien als Nachfolger für die Lokomotiven der Baureihe 251 auf der mit 25 Kilovolt bei 50 Hertz elektrifizierten Rübelandbahn und auch als Lokomotive für den Transitverkehr mit 160 km/h Höchstgeschwindigkeit, die auf der auszubauenden Hauptstrecke West-Berlin–Hannover via Berlin-Staaken–Oebisfelde zum Einsatz kommen sollte. Da nach der Wiedervereinigung Deutschlands aufgrund des rapide gesunkenen Güterverkehrsaufkommens kein Bedarf mehr für diese Lokomotiven in konventioneller Wechselstromtechnik bestand, wurde die bereits vollzogene Bestellung über die erste Lieferserie von 70 Lokomotiven storniert. Insgesamt war bis 1995 die Beschaffung von 350 Exemplaren in mehreren Lieferserien geplant.

## Geschichte

### Vorgeschichte
Im Jahr 1955 konnte die Deutsche Reichsbahn den elektrischen Zugbetrieb wieder aufnehmen, nachdem Lokomotiven und Material, die nach Kriegsende als Reparationsleistungen an die Sowjetunion abgegeben werden mussten, zurückgekauft worden waren. Bis 1970 konnten besonders im sächsischen Raum viele Streckenkilometer elektrifiziert werden, wodurch sich der Anteil der elektrifizierten Strecken bezogen auf das Gesamtnetz bis 1970 auf acht Prozent erhöhte (zum Vergleich: 29 Prozent bei der Deutschen Bundesbahn). Danach setzte man wegen des erheblichen technischen Aufwandes für die Streckenelektrifizierung, den dafür fehlenden Bau- und Material-Kapazitäten und fehlenden Kraftwerks-Kapazitäten vorrangig auf den Einsatz von Diesellokomotiven. Die Ölkrise Anfang der 1980er Jahre zwang allerdings zum Umdenken, sodass nunmehr wieder der Ausbau des elektrifizierten Netzes vorangetrieben wurde. Die vielen in wenigen Jahren elektrifizierten Streckenkilometer sorgten für einen sehr hohen Bedarf an zusätzlichen elektrischen Lokomotiven. Ende der 1980er Jahre waren bereits viele Neubau-Elloks bei der DR im Einsatz. Der schwere Güterverkehr war durch die Lokomotiven der Baureihe 250 geprägt, die aber auch im schweren Schnellzugdienst im Einsatz waren. Seit 1984 wurde zusätzlich die universell einsetzbare Baureihe 243 ausgeliefert. Diese beiden Baureihen stellten mit den bereits seit den 1960er Jahren im Einsatz befindlichen Exemplaren der Baureihen 211 und 242 die wichtigsten Vertreter elektrischer Lokomotiven bei der Deutschen Reichsbahn dar. Durch die stetig steigenden Zuglasten erforderten Letztere häufig unwirtschaftliche Vorspannleistungen, zumal die Vielfachsteuerung, mit der ohnehin nur ein kleiner Teil der Lokomotiven geliefert worden war, schon Mitte der 1970er wieder ausgebaut wurde.
Obwohl von 1984 bis Ende 1989 bereits über 500 neue Lokomotiven der Baureihe 243 ausgeliefert worden waren, konnte man immer noch nicht vollständig auf die Vorkriegs-Maschinen der Baureihen 244 und 254 verzichten, die nun teilweise bereits über 50 Dienstjahre im Einsatz waren und vielfach an die Verschleißgrenzmaße gelangten.
Auch war angedacht, die Lokomotiven der Baureihe 251 auf der mit 25 Kilovolt bei 50 Hertz elektrifizierten Rübelandbahn durch modernere Nachfolger abzulösen. Dabei gab es Überlegungen, die Zufahrstrecke in Richtung Halle zu elektrifizieren und den elektrischen Betrieb auf der Rübelandbahn auf die üblichen 15 Kilovolt mit 16,7 Hertz umzustellen (24).
Zudem begannen ab 1987 Gespräche zwischen der DDR und der Bundesrepublik mit dem Ziel, den Schienentransitverkehr zwischen der BRD und Berlin (West) deutlich zu beschleunigen, wobei die Elektrifizierung und Ertüchtigung der Strecke Berlin–Hannover für Geschwindigkeiten bis 160 km/h vorgesehen war. Für diesen Einsatzzweck war an die Beschaffung von Lokomotiven für 160 km/h durch die DR gedacht.
Nachdem ein Lastenheft für die neue Baureihe erarbeitet worden war, bestellte die DR zunächst beim VEB Lokomotivbau Elektrotechnische Werke (LEW) vier Prototypen, deren Herstellung im Werk Hennigsdorf (b. Berlin) erfolgte. Diese Lokomotiven erhielten die Baureihenbezeichnung 252.

### Erprobung und Präsentationen der Prototypen
Die 252 004 wurde am 10. März 1991 von der 243 001 und einem Messwagen nach Leipzig überführt und dort erstmals auf der Leipziger Messe der Öffentlichkeit vorgestellt. Weitere Präsentationen erfolgten kurze Zeit später auch im Rahmen einer Ausstellung in Berlin-Wannsee. Am 5. Juli 1991 befand sich die 252 001 zur Präsentation im Bw Wustermark.
Die umfangreiche Erprobung fand im Raum Halle (Saale) und später bis in den Raum Berlin statt. Nachdem am 29. November 1991 eine Bremsuntersuchung bei der 252 002 erfolgt war, wurde sie vor planmäßigen Zügen eingesetzt und diese Einsätze zur Personalschulung genutzt. Anfang März 1992 wurden die vier Lokomotiven dem Bw Dresden, Betriebsteil Friedrichstadt zugeordnet. Gleichzeitig erfolgten weitere Versuche, unter anderem vor schweren Kohlezügen.
Die bereits nach dem neuen gemeinsamen Schema von DR und DB bezeichnete 156 004 war im März 1993 für Versuche bei der Zentralstelle Maschinentechnik der DR in Halle (Saale) zu Gast, während die 156 002 beim Bundesbahn-Zentralamt in Minden einige Versuchsfahrten absolvierte. Die beiden anderen Maschinen waren unterdessen wegen kleinerer Schäden in Dresden-Friedrichstadt abgestellt.

### Gründe für die Nichtbeschaffung einer Serie
Bei der Deutschen Bundesbahn hatte man zu dieser Zeit mit der Baureihe 120 bereits Erfahrungen mit in Serie gebauten Drehstrom-Lokomotiven gewinnen können, die als deutlich wirtschaftlicher galten und deren bürstenlose Fahrmotoren deutliche Unterhaltungsvorteile boten. Demgegenüber waren die Maschinen der Baureihe 156 noch konventionelle Einphasen-Lokomotiven mit Reihenschlussmotoren. Insofern bestand nach der deutschen Wiedervereinigung wenig Interesse an einer komplett neu entwickelten Wechselstrom-Lokomotive.
Durch die Wiedervereinigung Deutschlands beschleunigt, wurden die Pläne zur Ertüchtigung der herkömmlichen Eisenbahnstrecke Berlin–Hannover zugunsten des Neubaus einer Hochgeschwindigkeitsstrecke für Geschwindigkeiten > 200 km/h verworfen. Die Beschaffung einer Variante der Baureihe 252 für 160 km/h für den Verkehr Berlin–Hannover war somit obsolet geworden.
Die neu gegründete Deutsche Bahn AG musste nun die Vor- und Nachteile der zur Serienfertigung anstehenden Baureihen 112 und 156 abwägen. Die DB wollte keine sechsachsigen Lokomotiven mehr beschaffen, da diese einen deutlichen Mehraufwand in Herstellung und Wartung gegenüber den mittlerweile favorisierten vierachsigen Lokomotiven nach sich ziehen. Des Weiteren war durch den nach der Wende stark rückläufigen Güterverkehr kein Bedarf für reine schwere Güterzugloks mehr vorhanden. Für die Bestellung der Baureihe 112 sprach hingegen, dass es sich um eine bereits von der DR fertig entwickelte, nur noch nicht in Serie bestellte Reisezuglokomotive handelte. Da ein erhöhter Bedarf für Reisezuglokomotiven mit 160 km/h Höchstgeschwindigkeit bestand, fiel die Entscheidung zum Serienbau zugunsten der Baureihe 112. Die vier bereits gefertigten Maschinen der Baureihe 156 blieben somit Einzelstücke.

### Einsatz

#### Einsatz bei der DR und bei der Deutschen Bahn bis 1998

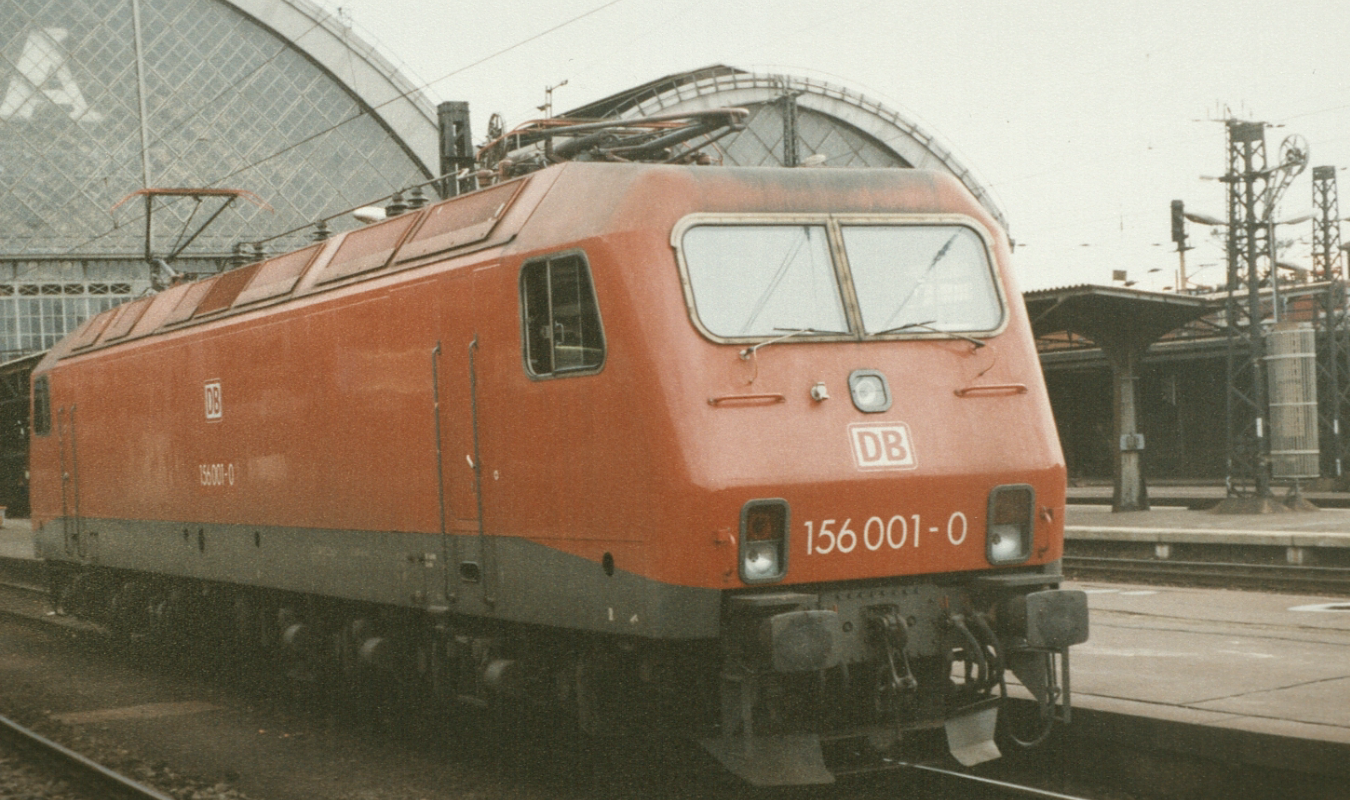
Die 156 001 schon mit neuer Nummer in Dresden, 1995

Die Lokomotiven waren beim Bahnbetriebswerk Dresden-Friedrichstadt beheimatet. Unter Beibehaltung der Ordnungsnummer zeichnete man die Prototypen am 1. Januar 1992 gemäß dem gemeinsamen Baureihenschema der DB und der DR in 156 um. Die offizielle Indienststellung der vier Lokomotiven in den Bestand der Deutschen Reichsbahn erfolgte bis Februar 1992. Ihr Einsatz beschränkte sich trotz ihrer vergleichsweise niedrigen Höchstgeschwindigkeit nicht nur auf schwere Güterzüge im Dresdner Raum, sondern gerade Anfang der 1990er Jahre konnten die Lokomotiven des Öfteren auch vor Reisezügen und selten sogar vor Fernzügen angetroffen werden. So kamen die Triebfahrzeuge dieser Baureihe über eine gewisse Zeitspanne regelmäßig vor einem Eilzug nach Nauen zum Einsatz und gelangten somit sogar in den Berliner Raum. Umlaufpläne der Baureihe 156 aus dem Jahr 1993 zeigen neben den Leistungen vor Güterzügen mit den Zielen Chemnitz-Hilbersdorf, Reichenbach (Vogtl.), Leipzig-Stötteritz oder Engelsdorf, Hosena (damals noch Hohenbocka), Freiberg (Sachs.) oder sogar Berlin-Pankow auch Einsätze vor Reisezügen, z. B. auf der Relation Dresden-Neustadt–Cottbus–Frankfurt (Oder) sowie vor einigen Interregios auf der steigungsreichen Sachsen-Franken-Magistrale zwischen Dresden und Reichenbach.
Zum Einsatz kamen die Lokomotiven Mitte 1992 ebenfalls vor dem D 438/439 zwischen Dresden und Nauen, obwohl der Ausbau der Strecke Berlin–Dresden in Teilabschnitten auf 160 km/h bereits abgeschlossen war und die Deutsche Reichsbahn über schnellere Lokomotiven der neuen Baureihe 112 verfügte.
Aber auch in Leipzig, Cottbus, Senftenberg und Hoyerswerda blieben die Lokomotiven regelmäßig zu Gast. Das Haupteinsatzgebiet der Baureihe 156 war jedoch der schwere Güterverkehr der Strecke zwischen Dresden und Reichenbach (Vogtl), wobei der Drehpunkt aller Einsätze in Dresden blieb.

#### Einsatz bei DB Cargo und Railion

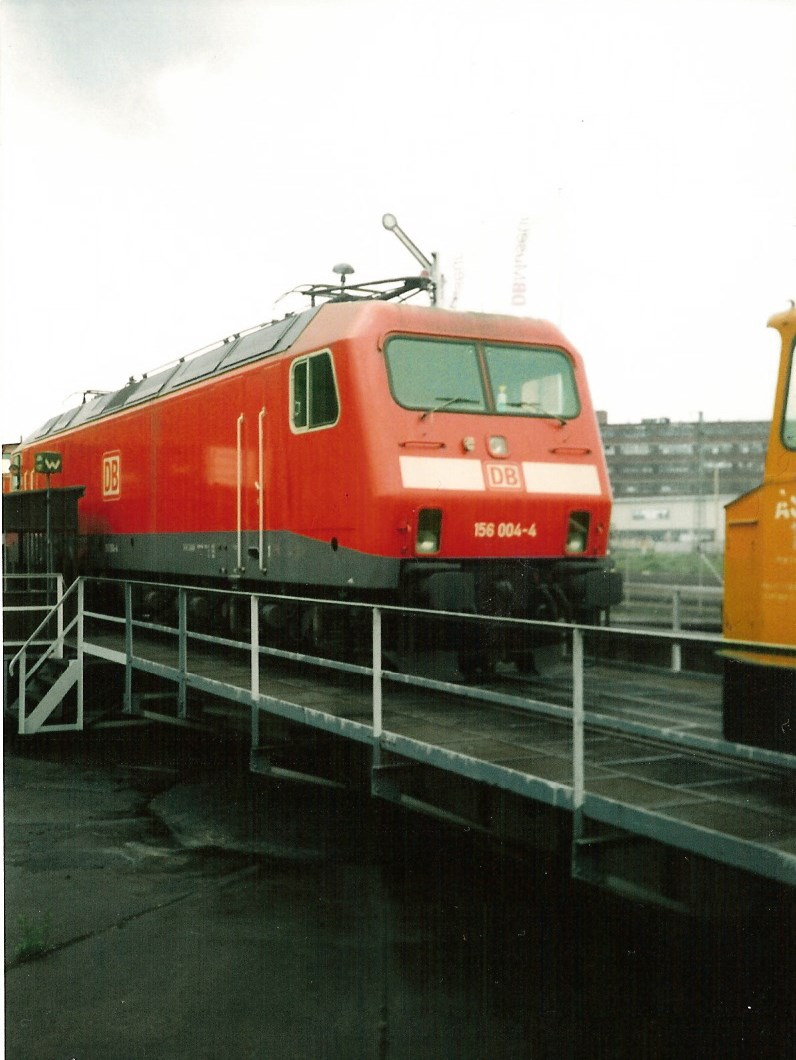
156 004 beim Dresdner Dampflokfest, 2002

Nachdem die Lokomotiven 1998 zu DB Cargo gelangt waren, schien es um die vier Maschinen schlecht bestellt zu sein, denn als Splittergattung war ein baldiges Ausscheiden wahrscheinlich. Mitte 1998 erlitt 156 002 durch einen Rangierunfall einen Schaden.
Etwa im gleichen Zeitraum standen Hauptuntersuchungen der meisten Lokomotiven an, und es stand zu befürchten, dass dies Anlass für ihre Abstellung werden würde. Nicht zuletzt durch das Engagement des Werks in Dresden gelang es, trotz ihres Status als Splittergattung, nochmals Hauptuntersuchungen (IS 703) für die Lokomotiven der Baureihe 156 zu veranlassen. Aufgrund eines fehlenden Ersatzteils dauerte sie bei 156 004 bis Anfang 2002. 156 003 erhielt im Rahmen ihrer Hauptuntersuchung eine neue verkehrsrote Lackierung mit dem Schriftzug Railion und verlor dabei ihren orientroten Anstrich mit Lätzchen.
Anlässlich des Dresdner Dampflokfestes im Juni 2002 wurden noch einmal alle vier Lokomotiven im Betriebswerk Dresden-Altstadt den Besuchern präsentiert.
Weiterhin liefen die Maschinen in einem mehrtägigen Umlauf vor Güterzügen zu ihren angestammten Destinationen. Gleichzeitig erwog man, die Lokomotiven ab dem 4. Februar 2002 in den Frankenwald abzugeben, um sie auf der Frankenwaldrampe im Schiebedienst einzusetzen und die bedeutend älteren Maschinen der Baureihe 150 abzulösen. Bei Untersuchungen zeigte sich jedoch, dass sich die Lokomotiven für diesen Einsatz nur bedingt eignen würden, und man verfügte ihre Abstellung zum 15. Dezember 2002.
Obwohl für Dezember geplant, erfolgte die Abstellung der Lokomotiven bereits am 18. Oktober 2002. Sie wurden im Bereich des Güterbahnhofs Dresden-Friedrichstadt konserviert abgestellt. Im Gegensatz zu anderen zeitgleich abgestellten Baureihen war von Anfang an keine Verschrottung, sondern ein Verkauf der Lokomotiven vorgesehen. Die Abstellung hinterließ bei einzelnen Maschinen gleichwohl Schäden, so drang beispielsweise bei 156 002 während der Abstellzeit Regenwasser ein.

#### Einsatz bei der Mitteldeutschen Eisenbahn

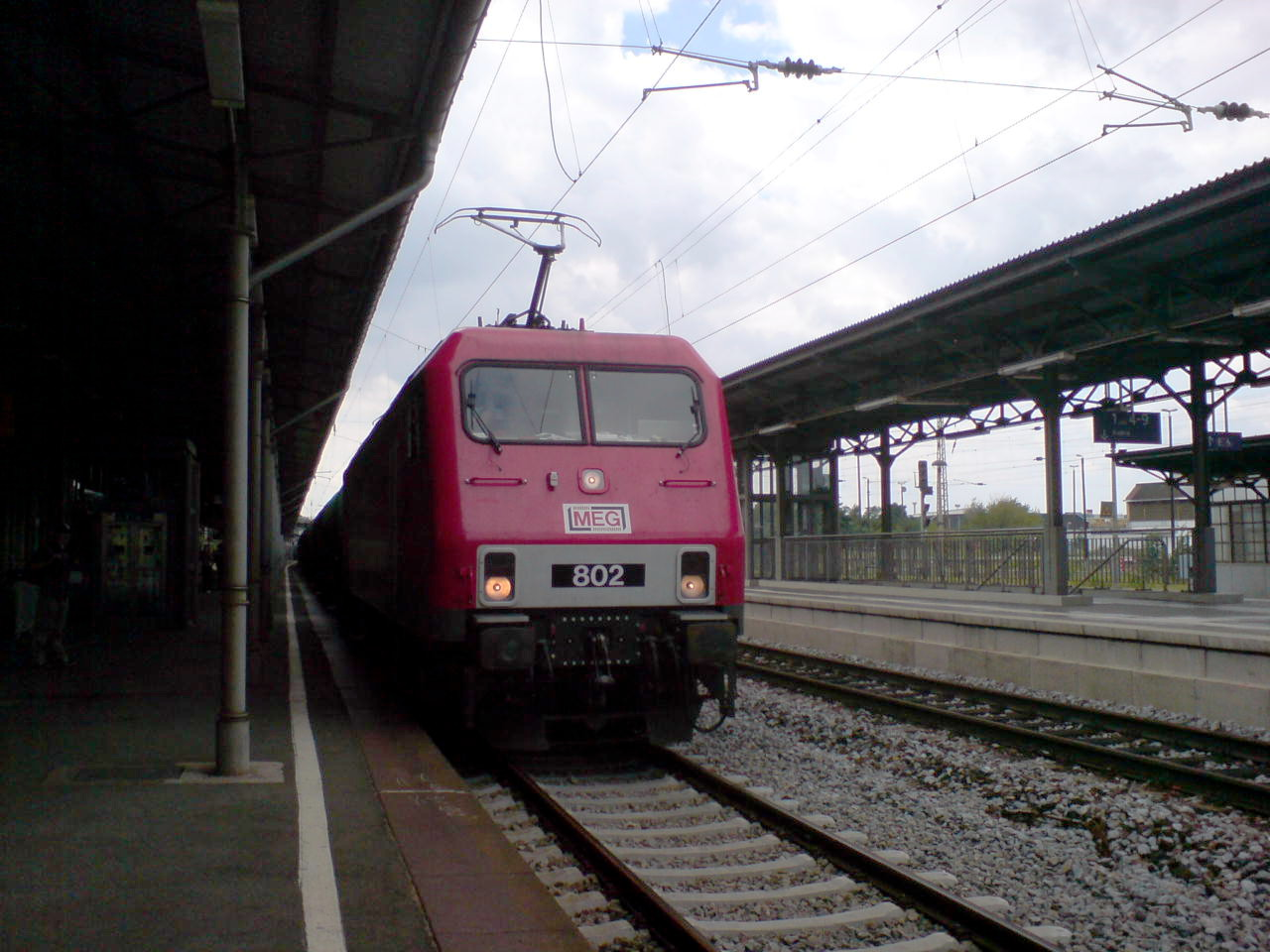
MEG 802 (ex 156 002) in Riesa, 25. Juli 2007

Nachdem die abgestellten Maschinen nach einem Jahr Abstellung an die Mitteldeutsche Eisenbahn GmbH (MEG) verkauft worden waren, wurden sie zum 5. September 2003 aus dem Bestand der Deutschen Bahn gestrichen.

Grund für das Ausscheiden der vier Triebfahrzeuge bei DB Cargo sollen Probleme bei der Personaleinteilung gewesen sein, denn nur wenige Triebfahrzeugführer hatten eine Ausbildung für die Baureihe 156. Nach einer Aufarbeitung der Maschinenanlage gelangten die Lokomotiven in den Betriebseinsatz bei der MEG, wobei sich die 156 004, die bei der MEG die Betriebsnummer 804 erhielt, als erste im Einsatz befand, während die 156 001 noch bis November 2004 in Dresden-Friedrichstadt abgestellt war.

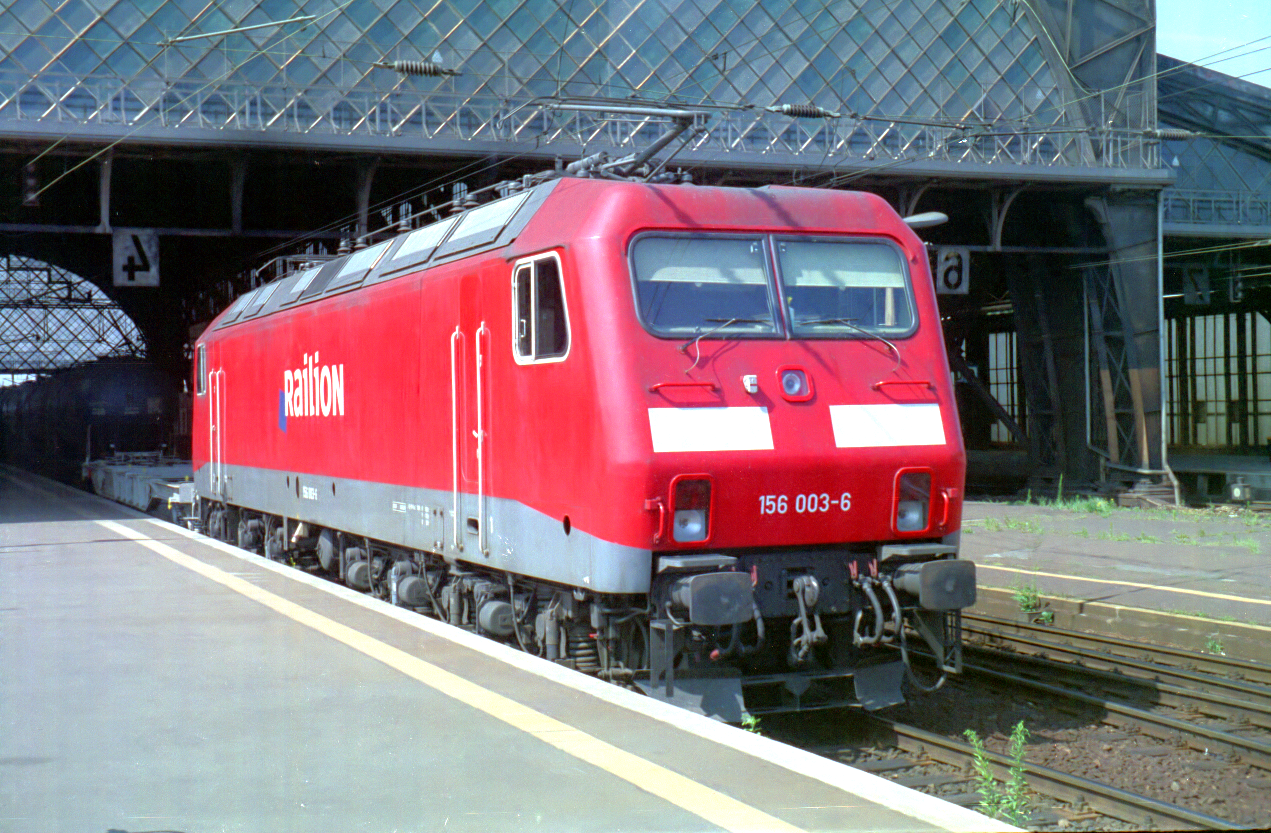
156 003 noch zu Zeiten der DBAG im Bahnhof Dresden-Neustadt, 2000

Ihr Einsatz erfolgte bei der MEG mehrmals wöchentlich vor schweren Kesselwagenzügen mit Heizöl. Zudem waren die Lokomotiven vor Zementzügen zwischen Rüdersdorf bei Berlin und Rostock-Seehafen im Einsatz. Im Frühjahr 2007 erhielt die Lokomotive 802 (ehemalige 156 002) eine Hauptuntersuchung und eine neue MEG-Lackierung in Verkehrsrot, die sich jedoch deutlich von der vorherigen verkehrsroten Lackierung der DB unterscheidet. Unter anderem verfügen die Lokomotiven nun über eine veränderte Kontrastfläche, die neuerdings zwischen den Scheinwerfern angeordnet ist. Das neue Aussehen erinnert stark an die frühere DR-Lackierung der ehemaligen 252 002. Hauptuntersuchungen für die Baureihe 156 werden seit Übernahme der Maschinen durch die MEG nicht mehr im Werk Dresden-Friedrichstadt, sondern im Werk Dessau durchgeführt.
Mit der Einführung der UIC-EDV-Nummern erhielten die Lokomotiven ihre alten Betriebsnummern zurück. Vorerst wurden diese nur zwölfstellig zusätzlich an den Seiten angebracht, etwa 2015 dann auch in klassischer, siebenstelliger Darstellung an den Stirnseiten. Seit dem 31. Januar 2007 kamen die Lokomotiven der Baureihe 156 mit der Bespannung einer Kombinierter Ladungsverkehr (KLV)-Leistung von Guben nach Neuss regelmäßig bis in das Ruhrgebiet. Im Frühling 2007 fanden bei der MEG Erprobungsfahrten statt, bei der die 804 zusammen mit der von der DB angemieteten Lokomotive 185 090 vor Güterzügen im Einsatz war.
Die 156 002 wurde im Juni 2020 an das Fahrzeugwerk Karsdorf verkauft. 156 001, 003 und 004 folgten Ende 2021.

## Konstruktion

### Grundkonzept
Während die Baureihe 250 konzeptionell weitgehend auf der Baureihe 242 basierte, wurden bei der Entwicklung der Baureihe 252 bewährte Komponenten der Baureihe 243 übernommen. Aufgrund der geringen Zeit zwischen dem Abschluss der technischen Bedingungen und der Auslieferung der Musterlokomotiven von weniger als einem Jahr dienten diese vier Vorauslokomotiven vor allem als Erprobungsträger für verschiedene neuentwickelte Baugruppen.
So erhielten die 252 002 bis 004 erstmals für DR-Lokomotiven an Stelle eines rotierenden Umformers für das Drehstrombordnetz einen Hilfsbetriebeumrichter.

### Laufwerk

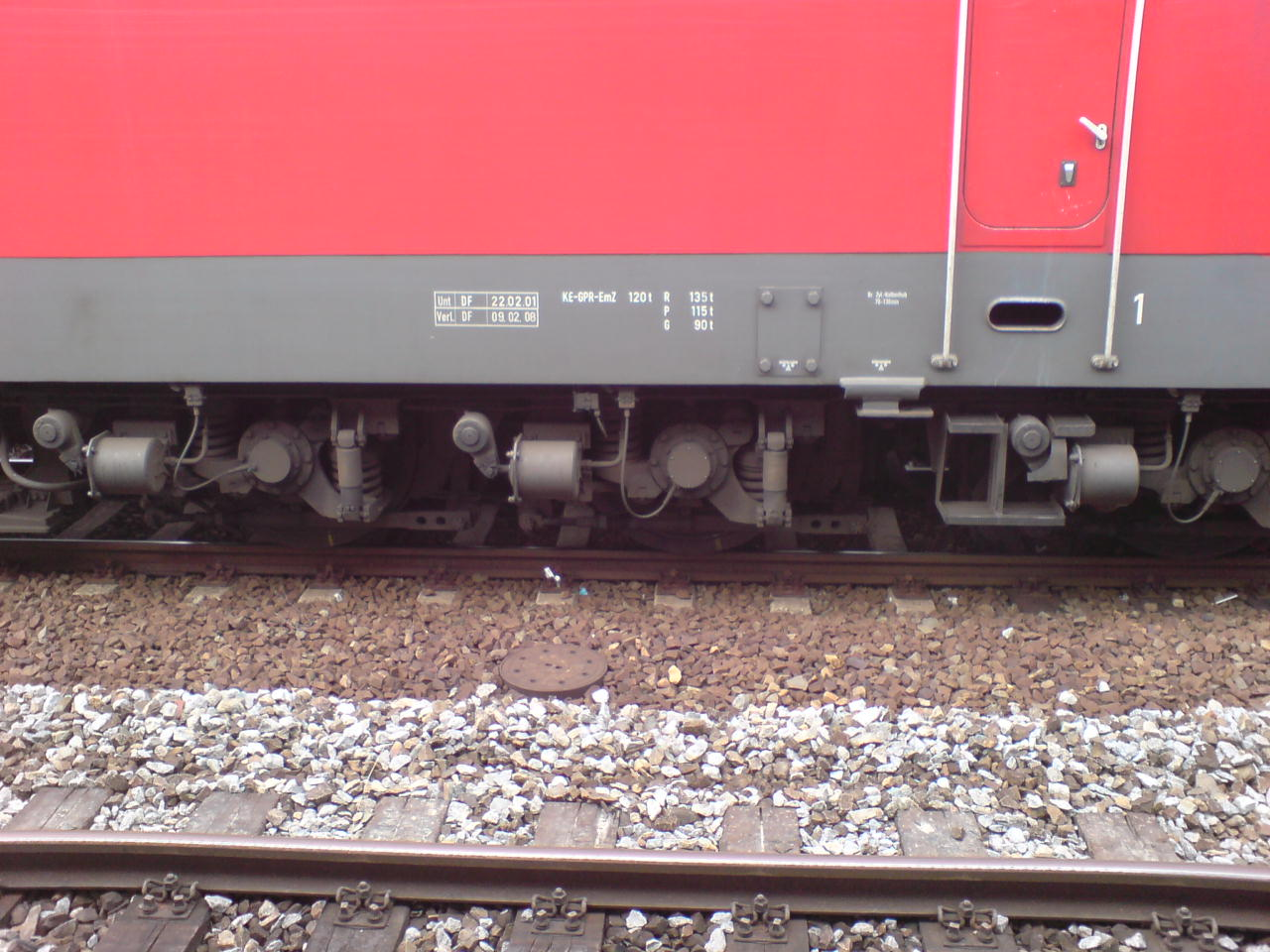
Ansicht des Drehgestells (MEG 804)

Die Lokomotiven laufen auf zwei dreiachsigen Drehgestellen mit einem Rahmen in geschweißter Stahlbauweise, die weitgehend denen der Baureihe 250/155 entsprechen. Die Querschnitte der Quer- und Längsträger sind kastenförmig ausgeführt. Der Hauptquerträger nimmt den Drehzapfen auf. Als Achslager finden Zylinderrollenlager Verwendung, die mit Lemniskatenlenkern geführt werden. Die 252 001 verfügt am jeweils mittleren Radsatz über eine Spurkranzschwächung von zehn Millimetern. Bei den anderen drei Lokomotiven wurde auf diese Spurkranzschwächung verzichtet. Die Achsen sind auf Wunsch der DR nicht seitenverschiebbar, um einheitliche Lager an allen Radsätzen verwenden zu können. Für die Serienausführung der Baureihe 252 war allerdings geplant, die Seitenverschiebbarkeit der mittleren Achse wieder zu gewährleisten (analog zur Ausführung bei der Baureihe 250/155). 1993/94 erhielten die 252 001 und 003 im AW Dessau seitenverschiebbare Mittelradsätze, die ein Spiel von einem Millimeter zulassen. Vier Schraubenfedern pro Radsatz, die vertikal über zwei hydraulische Dämpfer bedämpft werden, bilden die Primärfederung. Weitere Gummischeiben sind zusätzlich in Reihe geschaltet, um eine bessere Körperschalldämmung zu gewährleisten.

### Antrieb
Die Lokomotiven haben einen LEW-Kegelringfederantrieb. Der Motor stützt sich etwa mit der Hälfte seiner Masse über die Kegelringfedern auf dem Radsatz ab, die andere Hälfte lagert mit Gummischubfedern auf den Drehgestellrahmen.

### Lokomotivkasten und Bremsausrüstung

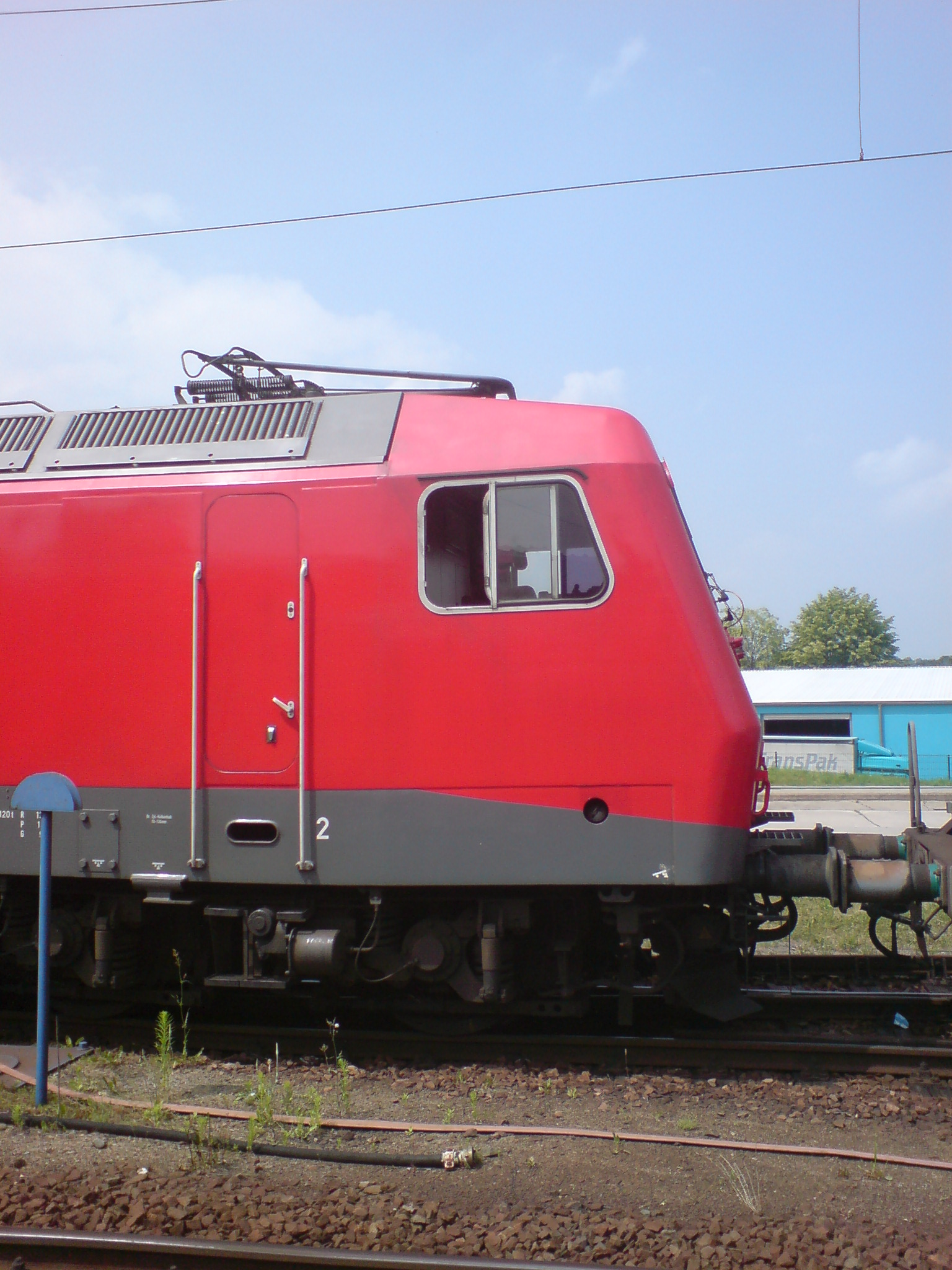
Detailansicht des Führerstandes (MEG 804)

Die vier Lokomotiven verfügen über einen vollständig geschweißten selbsttragenden Lokomotivkasten aus Stahl in Leichtbauweise. Dieser ähnelt dem der Baureihe 120 der DB und ist im oberen Bereich der Front um 19° geneigt, im unteren Bereich um 9°. Somit ergibt sich ein Luftwiderstandsbeiwert von 0,45. Für eine optimale Kopfform führte man Versuche im Windkanal der Technischen Universität Dresden durch. Die Dachhauben über dem Maschinenraum sind in drei Sektionen geteilt und abnehmbar.
Die Türen führen in den Maschinenraum, in dem ein Seitengang vorhanden ist. Von dort aus gelangt man über Türen in die Führerstände.
Die Schraubenkupplung und die Hochleistungspuffer sind mit den UIC-Richtlinien 520, 521 und 527-1 konform. Die DR-Einheitszugkästen ermöglichen die Umstellung auf Mittelpufferkupplungen. Des Weiteren befindet sich am Pufferträger ein Schneeräumer.
Die Führerstände entsprechen denen der Baureihe 243 und gewährleisten bei einer Höchstgeschwindigkeit der Lokomotive von 120 km/h einen maximalen Geräuschpegel von 78 dB (A). Die Seitenscheiben sind im Gegensatz zu den Lokomotiven der Baureihen 112 bzw. 243 als Schiebefenster ausgeführt.
Die Lokomotiven verfügen über folgende Bremseinrichtungen:
- selbsttätige, mehrlösige Druckluftbremse mit integrierter Ergänzungsbremse
- nicht selbstständige Druckluft-Zusatzbremse
- mechanische Feststellbremse
- fahrleitungsabhängige elektrische Widerstandsbremse (Bremsanschrift KE-GPR-E m.Z)

Ferner verfügen die Lokomotiven über eine Gleitschutzanlage der Firma Knorr (Bauart MGS 1.20)

### Elektrische Ausrüstung

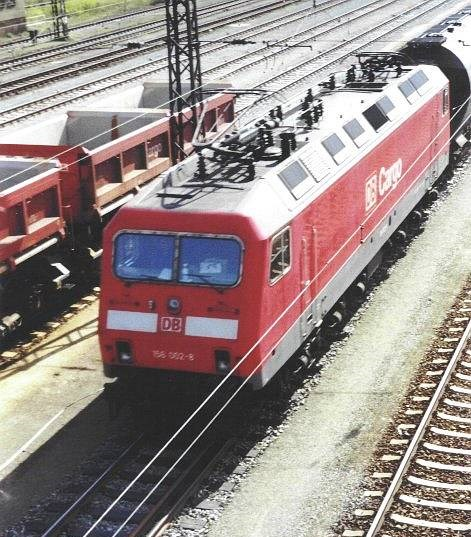
Blick auf die Dachausrüstung der 156 002, Dresden-Friedrichstadt, 2000

#### Dachausrüstung
Wie auch bei der Baureihe 243 kommen Stromabnehmer in Halbscherenbauart der Bauart VSH2F2 zum Einsatz. Ferner sind zwei handbetätigte Dachtrennschalter Typ TES8F3 sowie ein Druckluftleistungsschalter der Bauart DAT 4a mit einer Abschaltleistung von 300 MVA vorhanden. Für die nicht mehr verwirklichte Serienauslieferung hatte man hier den Einsatz einer Weiterentwicklung (als DAT 5 bezeichnet) vorgesehen.
Statt Dachlaufbrettern wurden zur Energieeinsparung rutschsichere Beläge verlegt.

#### Haupttransformator
Bei allen Lokomotiven dieser Baureihe kommt jeweils ein ölgekühlter Kerntransformator mit drei Schenkeln zum Einsatz. Dieser setzt sich aus einem Stelltransformator mit 31 Anzapfungen und einem festen Leistungstransformator mit festem Übersetzungsverhältnis zusammen. Primär- und Sekundärwicklung sind geteilt ausgeführt und speisen je drei Fahrmotorenkreise, um die Kurzschlussströme zu begrenzen. Besondere Wicklungen dienen den Anlagen für den Hilfsbetrieb und der Bremserregung sowie für die elektrische Zugheizung. Hersteller der Haupttransformatoren ist das Transformatorenwerk Oberspree (TRO).

#### Steuerung
Die Leistungssteuerung erfolgt über ein Hochspannungsschaltwerk. Dieses besteht aus einem Stufenwähler, einem Thyristorsteller und einem Steuerschaltwerk und ist am Haupttransformator angebaut. Die Konstruktion erlaubt eine nahezu stufenlose Stellung der Fahrmotorspannung und folglich der Zugkraft, was zu einer hohen Ausnutzung des Reibwertes zwischen Rad und Schiene führt.

#### Fahrmotorenkreis
Bei der Baureihe 252 ist der Fahrkreis als Parallelschaltung von jeweils drei 16,7-Hz-Einphasen-Reihenschlussmotoren an den beiden Sekundärwicklungen des Leistungstransformators aufgebaut. Die Fahrmotoren des Typs ECFB 1110-127 der Fa. Sachsenwerk GmbH, Dresden, sind mit denen der Baureihe 243 identisch, weisen allerdings eine höhere Stundenleistung auf (980 statt 930 kW bei der Baureihe 243). Es war geplant, die Serienmaschinen mit Motoren höherer Leistung (entsprechend der Baureihe 212/112) auszurüsten. Somit wäre eine Stundenleistung von 6300 kW erzielbar gewesen.

#### Elektrischer Bremskreis
Die elektrische Widerstandsbremse ist durch Reihenschaltung der sechs Fahrmotorfelder und der sechs separaten Fahrmotorankerkreise mit einem eigenen Teil des Bremswiderstands aufgebaut. Dieser Aufbau wirkt Gleitvorgängen entgegen.

#### Drehstrom-Bordnetz
Die erste der Lokomotiven (252 001) verfügt noch über den von der Baureihe 250 (später Baureihe 155) bekannten rotierenden Umformer der Sachsenwerk GmbH, Dresden. Dieser besteht aus einem 380-Volt/16,7-Hertz-Einphasenasynchronmotor mit Kondensator-Hilfsphase und 380-Volt/50-Hertz-Dreiphasen-Synchrongenerator und ist senkrecht im Maschinenraum stehend angeordnet. Genutzt wird der Drehstrom für diverse Hilfsbetriebe, beispielsweise die Fahrmotorlüfter.
Im Unterschied zur 252 001 verfügen die Lokomotiven 252 002–004 über einen statischen Umrichter des Herstellers ELIN Union, Wien. Zur optimalen Versorgungssicherheit wählte man einen halbgesteuerten Eingangsgleichrichter, einen gemeinsamen Spannungszwischenkreis, vier getrennte Transistorwechselrichter, die jeweils ein eigenes Drehstromnetz speisen sowie eine Redundanzsicherung bei Ausfall eines Wechselrichters durch Umgruppierung der Verbraucher. Die gesamte Hilfsbetriebsleistung beträgt 120 kVA, wobei jeder der vier Wechselrichter für 40 kVA ausgelegt ist. Mangels Ersatzteilen erhielten die 156 003 (2017) und 004 im Rahmen ihre letzten Hauptuntersuchungen einen klassischen rotierenden Umformer. Die 156 002 ist derzeit abgestellt, da es für den statischen Umrichter keine Ersatzteile mehr gibt. Ein Umbau auf einen rotierenden Umformer ist vorgesehen. Dies wird jedoch vom neuen Eigentümer, dem Fahrzeugwerk Karsdorf, vorgenommen. (2018)

#### Steuerungskreise

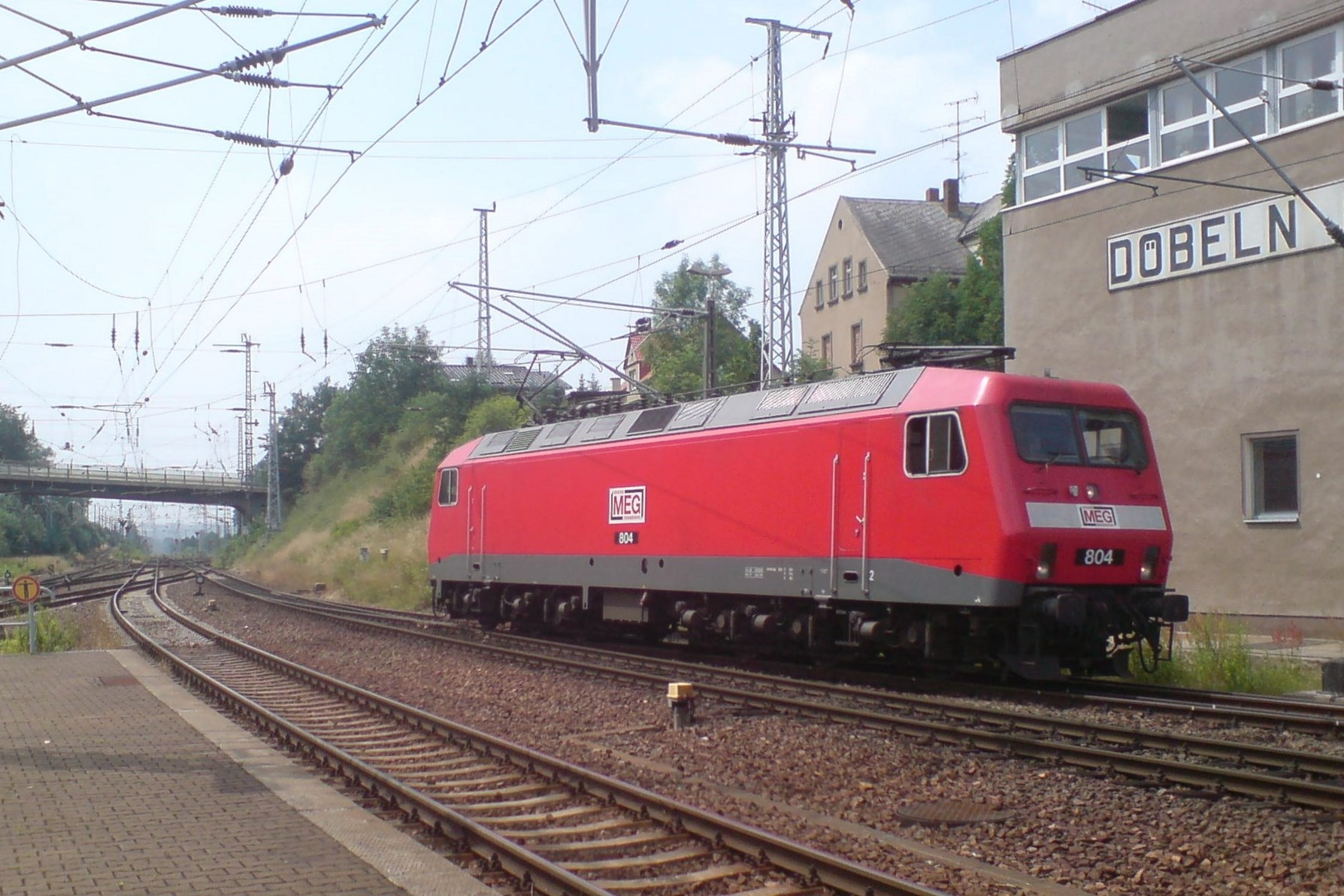
Die 252 003 und 004 besitzen eine SIBAS®-16-Mikroprozessorsteuerung

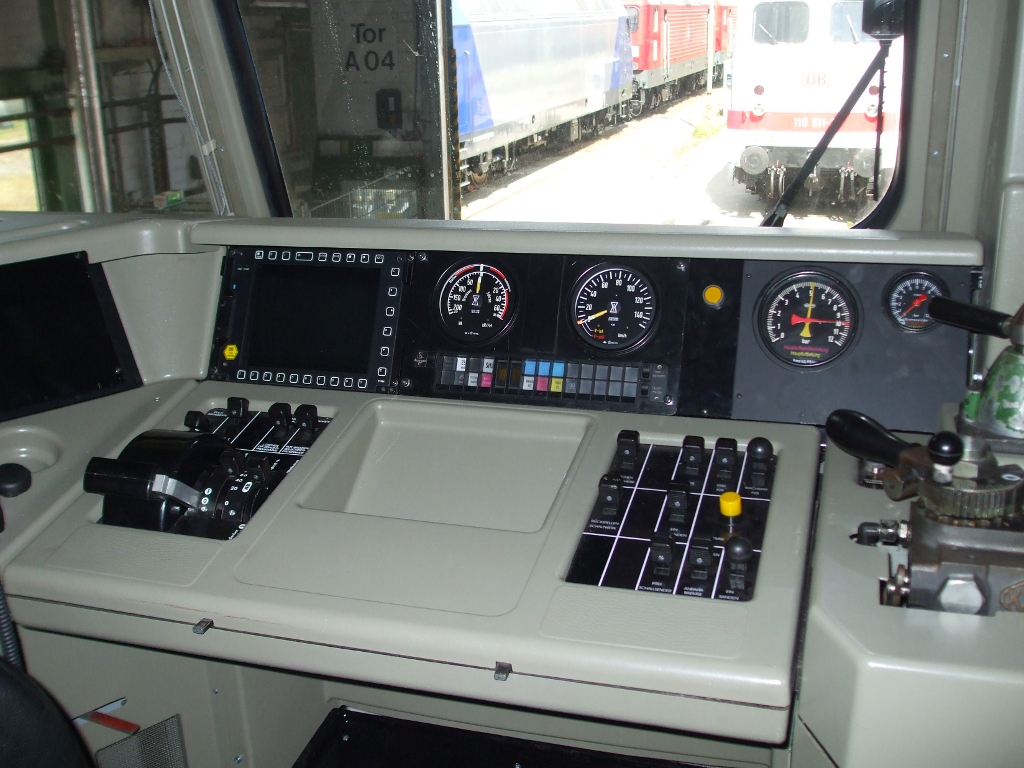
Führerstand der MEG 804 im Werk Dessau, 2009

In den vier Prototypen wurden unterschiedliche Lösungen für die Steuer- und Regelkreise verwendet. Die 252 001 und 002 verfügen analog zur Baureihe 112/243 über eine verdrahtungsprogrammierte LEW-Steuerelektronik auf Basis hochintegrierter LSL-Schaltkreistechnik. Steckkarten dienen hierbei als Basis für die Schaltkreise und Bauelemente, die entsprechend ihrem funktionellen Zusammenhang angeordnet sind und sich in einem EGS-Schwenkrahmen in der Führerstandsrückwand 1 befinden.
Die 252 003 und 004 besitzen eine Sibas-16-Mikroprozessorsteuerung (Sibas = Siemens Bahn Automatisierungs System) der Firma Siemens. Die Software hierfür wurde gemeinsam von Siemens und LEW entwickelt. Der Haupt- sowie ein Ersatzrechner befinden sich in der Führerstandsrückwand 1. Ferner gibt es vier im Triebfahrzeug verteilte SIBAS-KLIP-Stationen. Im Führerstand befindet sich ein Display zur Anzeige von Betriebszuständen und zur Diagnose von Störungen.
Im Rahmen der letzten Hauptuntersuchungen wurden bei beiden Maschinen die SIBAS-Rechner entfernt und diese technisch den anderen beiden Maschinen angepasst. Ebenfalls erhielten alle vier Lokomotiven eine zeitmultiplexe Doppeltraktionsteuerung (ZDS)

#### Zugsicherungseinrichtungen und Sondereinrichtungen
Die Lokomotiven der Baureihe 252 verfügen über eine punktförmige Zugbeeinflussungsanlage (PZB) sowie eine mobile funktechnische Empfangs- und Sendeanlage (MESA). Die Zugbahnfunkantenne befindet sich über dem Führerstand 2.
Weiterhin sind die Triebfahrzeuge mit einer Sicherheitsfahrschaltung (Sifa) ausgerüstet und verfügen für den Reisezugdienst über 13-polige UIC-Kupplungen sowie eine Speisemöglichkeit der Zugsammelschiene mit 800 kVA Nennleistung.
Die 156 001 verfügt seit 2007 über eine Vielfachsteuerung, die Einsätze in Doppeltraktion mit Lokomotiven der Baureihen 112, 114, 143 und 156 erlauben.

### Traktionsvermögen

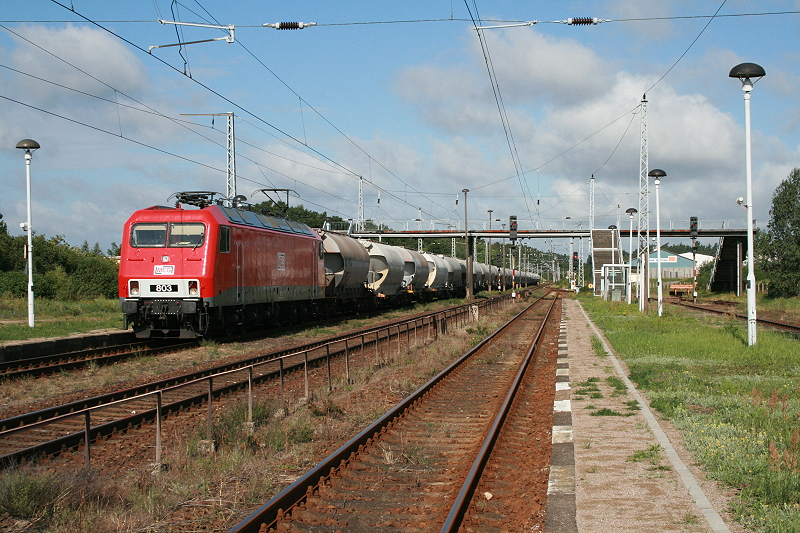
Die 803 in Kargow (Meckl)

Ausgelegt als schwere Güterzuglokomotive ist die Baureihe 252 in der Lage, hohe Zugmassen zu befördern. Die Reibungsmasse der Maschine beträgt 120 Tonnen. Die Tabelle zeigt das Traktionsvermögen bei bestimmten Geschwindigkeiten sowie die verbleibende Zugkraftreserve.
Bei homogener Zusammensetzung können InterCargo-Züge ohne zusätzliche Zugkraftreserve sogar mit bis zu 120 km/h oder mit einer Masse von bis zu 1800 Tonnen bespannt werden.
| Traktionsvermögen der Baureihe 252 | Traktionsvermögen der Baureihe 252 | Traktionsvermögen der Baureihe 252 |
| ---------------------------------- | ---------------------------------- | ---------------------------------- |
| Zugmasse/-Art                      | Geschwindigkeit                    | Zugkraftreserve                    |
| 3000 t Ganzzug                     | 100 km/h                           | 3 N/kN                             |
| 2200 t Durchgangsgüterzüge         | 100 km/h                           | 2 N/kN                             |
| 1700 t InterCargo-Züge             | 110 km/h                           | 2 N/kN                             |

### Farbgebung
| 1994         | 1994 |
| ------------ | ---- |
| 156 001 (DR) |      |
| 156 002      |      |
| 156 003      |      |
| 156 004      |      |
| 2002         |      |
| 156 001      |      |
| 156 002      |      |
| 156 003      |      |
| 156 004      |      |
| 2007         |      |
| MEG 801–803  |      |
| MEG 804      |      |

Bereits bei ihrer Auslieferung unterschieden sich die vier Lokomotiven nicht nur durch ihre unterschiedlichen technischen Komponenten, auch farblich wurden die Fahrzeuge in verschiedenen Varianten gestaltet. Werksseitig wurden drei Lokomotiven Signalrot (RAL 3001) lackiert, lediglich die 252 003 erhielt einen Anstrich in Orientrot.
Während der Rahmen bei den 252 001, 002 und 004 dunkelgrau lackiert worden war, erhielt die 252 003 einen Rahmen in der gleichen Farbe wie der Lokomotivkasten, der an den Seiten mit einem weißen Zierstrich abgesetzt wurde.
Im Frontbereich war die 252 001 sehr schlicht gehalten. Die 252 002 und 004 wiesen eine helle Kontrastfläche zwischen den Scheinwerfern auf, wobei auf dieser die Triebfahrzeugsnummer in Negativschrift angebracht war. Die 252 003 war mit einem DB-typischen Lätzchen versehen worden.
Bei der Anordnung der Triebfahrzeugsnummer und der Eigentumsmerkmale wählte man verschiedene Varianten. Im Gegensatz zu den Lokomotiven der Baureihe 143/243 verfügte keine der Lokomotiven über Lokomotivschilder aus Metall.
1999 erhielt die 156 003 als erste ihrer Baureihe eine verkehrsrote Lackierung (RAL 3020) mit Railion-Schriftzug an den Seiten, nachdem die orientrote Lackierung bereits stark verblasst war. Den Railion-Schriftzug verlor sie bereits ein Jahr später wieder zugunsten eines DB-Logos (umgangssprachlich „DB-Keks“ genannt). Obwohl auch die drei anderen Lokomotiven in Verkehrsrot lackiert wurden, zeigten sich noch immer Unterschiede. Die 156 001 und 002 waren mit einem DB Cargo-Schriftzug versehen worden, die 156 004 lediglich mit einem übergroßen DB-Logo.
Mit Übernahme der Maschinen durch die MEG erhielten alle Fahrzeuge das MEG-Emblem als neues Eigentumsmerkmal. Seit 2007 änderte sich das Erscheinungsbild der Lokomotiven im Zuge von durchgeführten Hauptuntersuchungen. Unverändert Verkehrsrot erinnert es durch die helle Kontrastfläche zwischen den Scheinwerfern stark an die DR-Lackierung der 252 002 und 004.
Anlässlich des zehnjährigen Firmenjubiläums der Mitteldeutschen Eisenbahn bekam die 803 eine Sonderlackierung, die am 5. September 2008 präsentiert wurde. 2009 wurde als letztes Exemplar die 804 im aktuellen MEG-Farbschema lackiert.

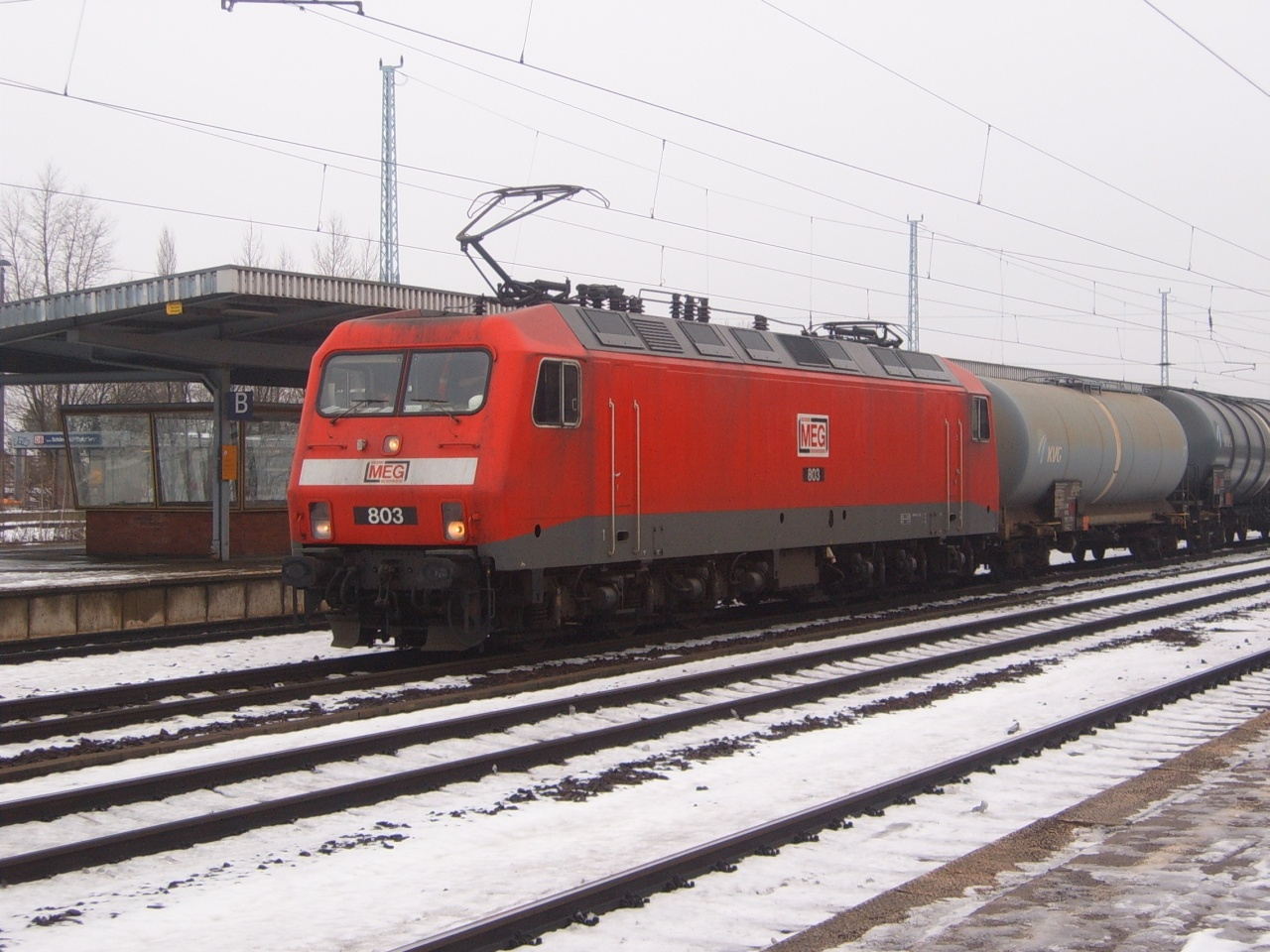
MEG 803 in Berlin-Schönefeld
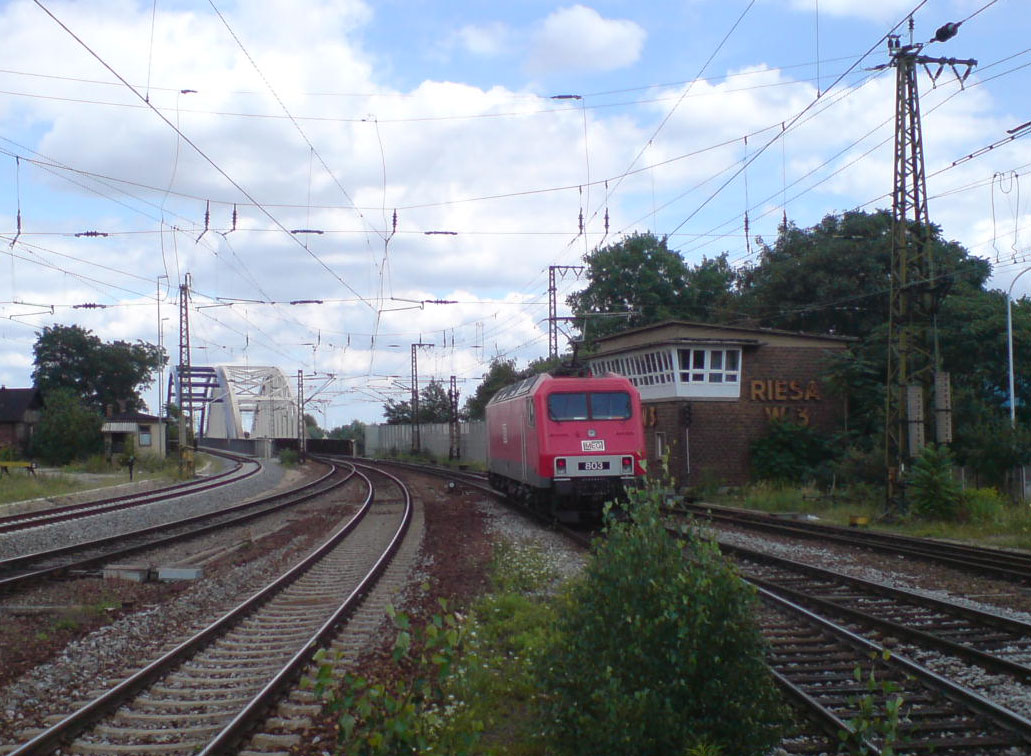
MEG 803 mit neuer Lackierung
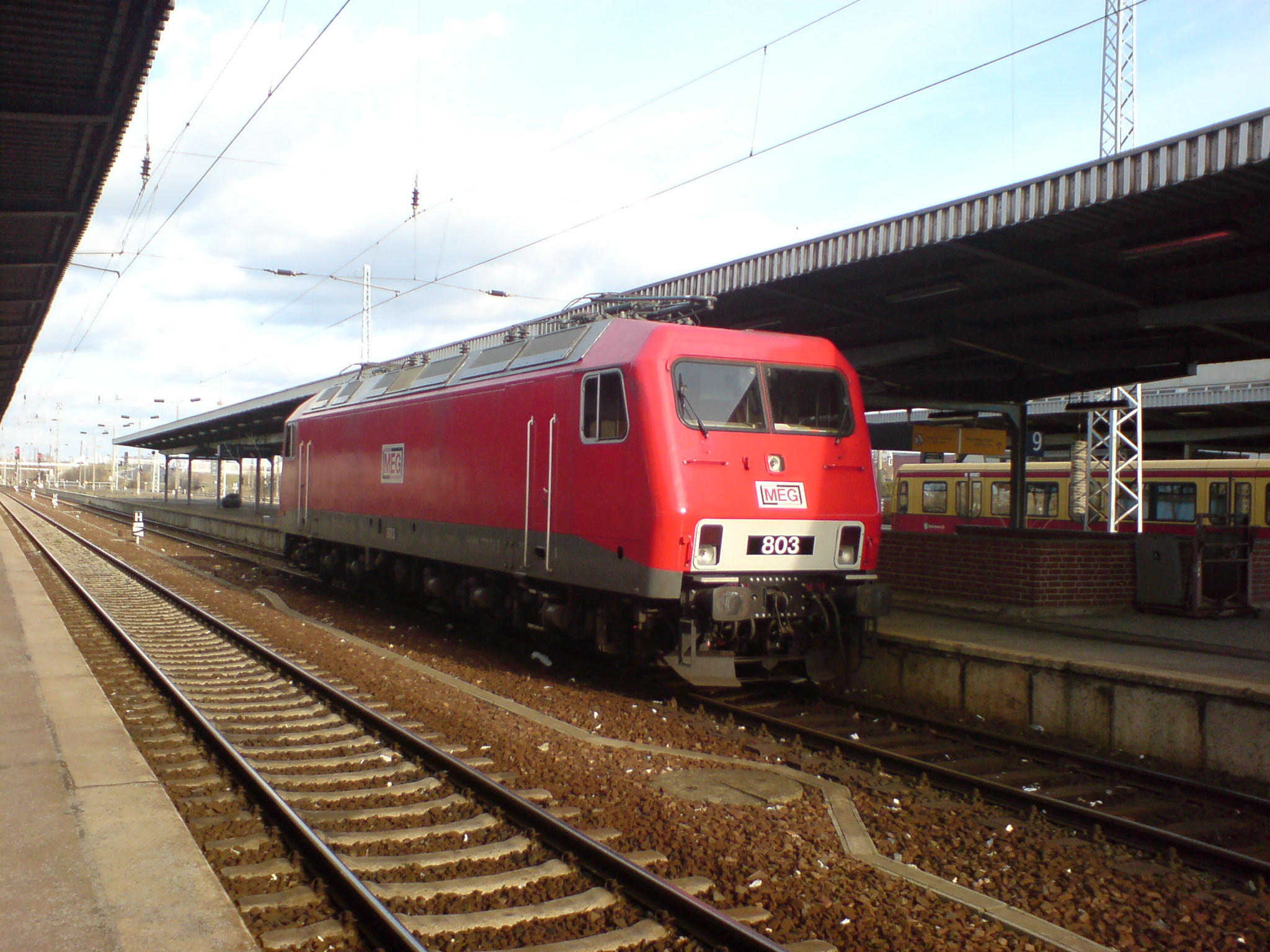
MEG 803 mit neuer Lackierung in Berlin-Schönefeld
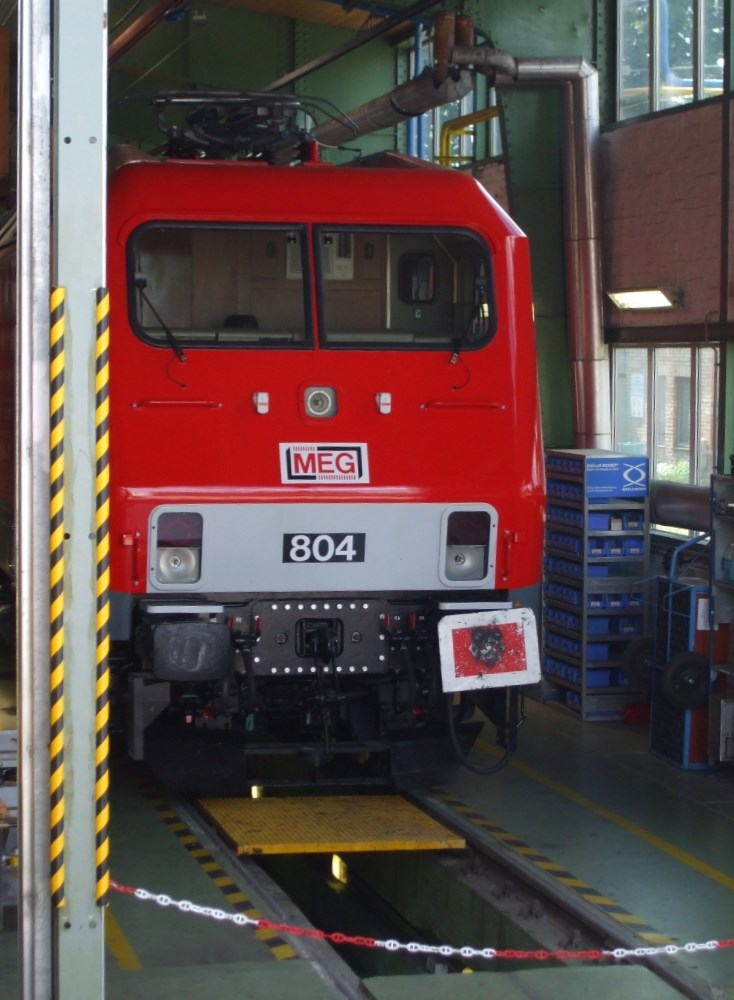
MEG 804 frisch lackiert im AW Dessau, 28. Juli 2009
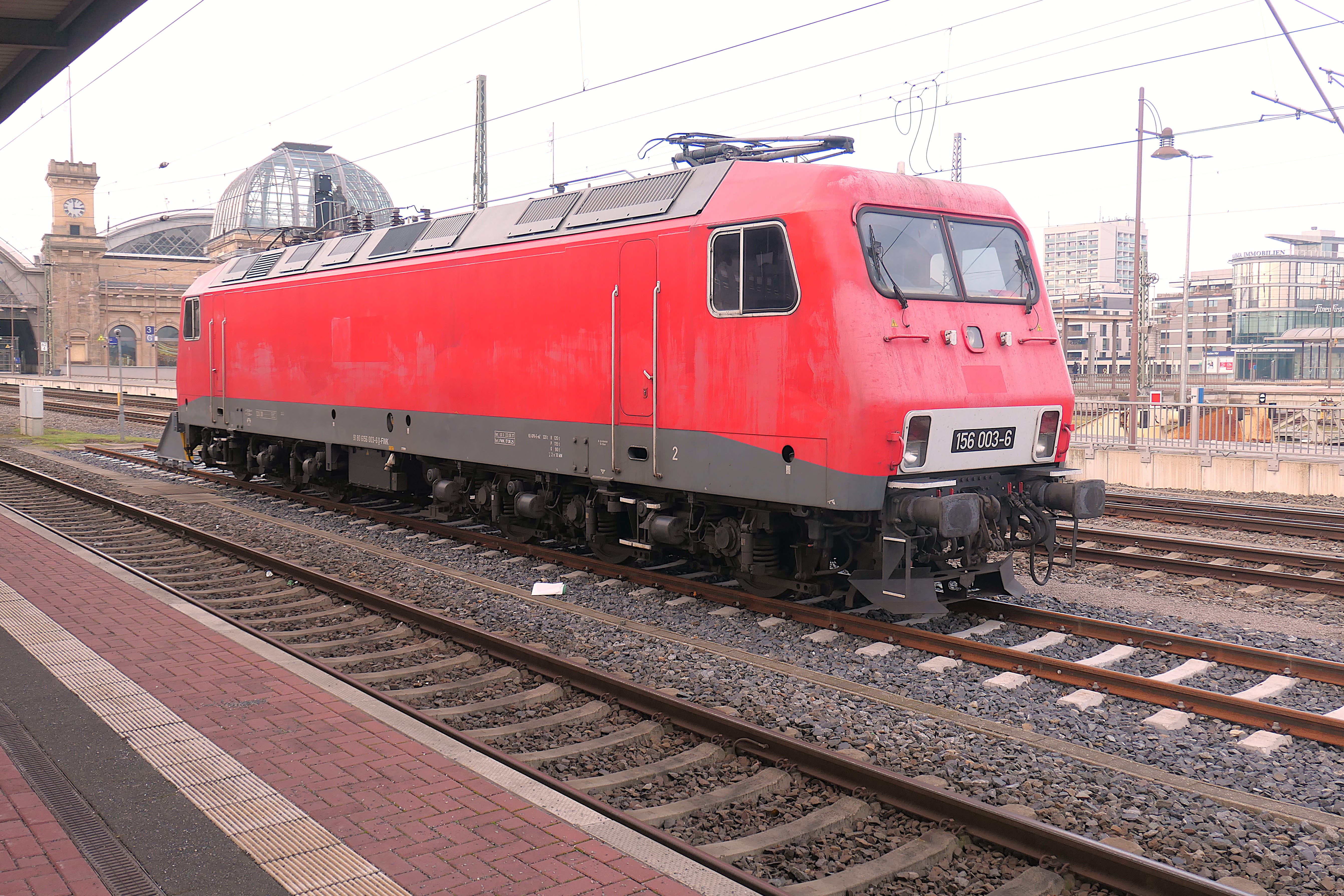
156 003 der Fahrzeugwerk Karsdorf abgestellt im Januar 2025 in Dresden Hauptbahnhof

### Weitere technische Anpassungen seit 2008
Für einen zuverlässigeren Einsatz der vier Lokomotiven hat sich die MEG entschieden, alle vier Lokomotiven in Zusammenarbeit mit dem Werk Dessau mit dem Steuerungssystem ZDS auszurüsten und somit steuerungstechnisch weiter den ebenfalls im Unternehmen eingesetzten Lokomotiven der Baureihe 143 und 155 anzupassen. Damit konnte sowohl eine Verbesserung der Zuverlässigkeit der vier Lokomotiven als auch eine bessere Einsatzmöglichkeit zusammen mit Maschinen der jeweils anderen Baureihen erzielt werden. Die Steuerungstechnik der vier Prototypen der Baureihe 252, die sich zwischen den Exemplaren teils sogar noch unterschied, erforderte einen deutlich größeren Wartungsaufwand und die Ersatzteilversorgung defekter Komponenten gestaltete sich mitunter schwierig.

### Bücher
- Dieter Bäzold, Günther Fiebig: Deutsches Lok-Archiv: Elektrische Lokomotiven. Transpress-Verlag, Berlin 1992, ISBN 3-344-70748-5.
- Michael Dostal: Baureihen 112, 143. Moderne Elektrolokomotiven für ganz Deutschland. GeraMond Verlag, München 2000, ISBN 3-932785-50-9.
- Thomas Estler: Das große Lokomotivtypenbuch. Transpress-spezial, Transpress-Verlag, Stuttgart 2004, ISBN 3-613-71247-4, S. 212.

### Zeitschriften-Artikel
- Christian Urbanke: Moderne Steuer- und Informationstechnik auf Bahnfahrzeugen. (spez. SIBAS) In: Glasers Annalen: Zeitschrift für Eisenbahnwesen und Verkehrstechnik. Nr. 110, Juni/Juli 1986, S. 223–231, ISSN 0373-322X
- Eisenbahn-Kurier. 3/91, 5/91, 10/91, 7/01, 1/03, 9/03, 10/03, 11/03–1/04.
- Ekkehard Gärtner, Horstmar Seyfarth: Die neue elektrische Lokomotive der Baureihe 156 der Deutschen Reichsbahn. In: Glasers Annalen: Zeitschrift für Eisenbahnwesen und Verkehrstechnik. Nr. 116, Oktober 1992, S. 406–415, ISSN 0373-322X
- LOK Report 8/91, 5/92, 6/92, 12/93, Arbeitsgruppe LOK Report e. V.
- Miba: die Eisenbahn im Modell. 6/01, MIBA-Verlag.

### Sonstige Publikationen
- SIBAS® 32 – Das Steuerungssystem für alle Schienenfahrzeuge. Druckschrift von Siemens Transportation.